# Las Delicias, Puebla
Las Delicias är en ort i Mexiko.   Den ligger i kommunen Atempan och delstaten Puebla, i den sydöstra delen av landet, 180 km öster om huvudstaden Mexico City. Las Delicias ligger 1 984 meter över havet och antalet invånare är 768.
Terrängen runt Las Delicias är lite bergig, och sluttar norrut. Runt Las Delicias är det ganska tätbefolkat, med 179 invånare per kvadratkilometer. Närmaste större samhälle är Teziutlan, 9,4 km öster om Las Delicias. I omgivningarna runt Las Delicias växer huvudsakligen savannskog.